# کورکور می‌سی‌سی‌پی
کورکور می‌سی‌سی‌پی (نام علمی: Ictinia mississippiensis) یک پرنده شکاری کوچک از تیرهٔ بازان (Accipitridae) است. کورکورهای می‌سی‌سی‌پی بال‌های باریک و نوک‌تیز دارند و در پرواز زیبا هستند و اغلب در هوا شناور به نظر می‌رسند. دیدن چندین چرخش در یک منطقه معمول است.